# Super Cable - Grecia
Super Cable - Grecia es un equipo de baloncesto profesional costarricense, con sede en la ciudad de Grecia,que disputa las competiciones de Liga Superior de Baloncesto. 

## Televisión
El socio mayotitario del equipo es la compañía cablera Super Cable Grecia y que tiene los derechos de transmisión de sus partidos como locales.

## Palmarés
- 0 Ligas de Costa Rica: